# 티로신 하이드록실화효소

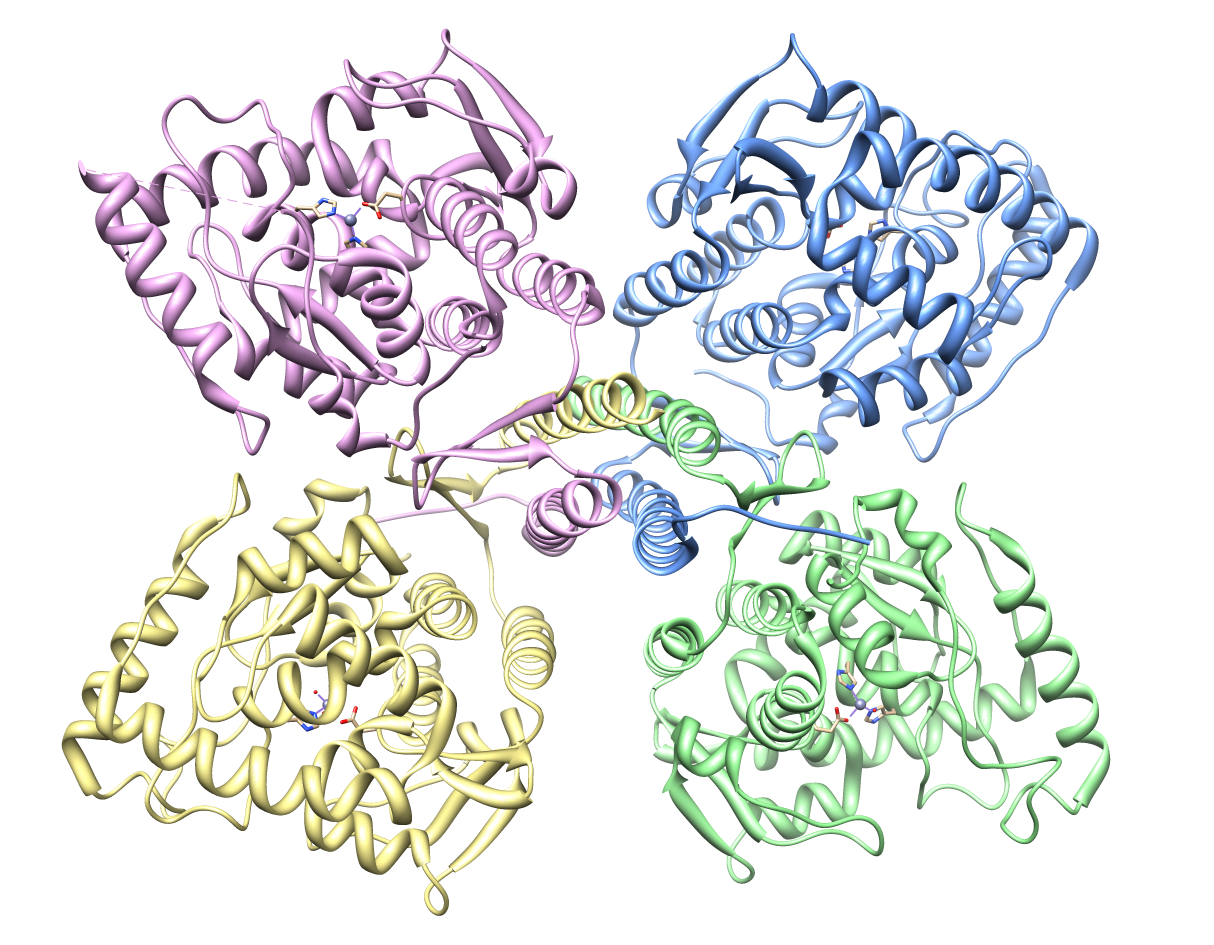

티로신 하이드록실화효소(영어: tyrosine hydroxylase) 또는 티로신 하이드록실레이스는 티로신을 L-3, 4-다이하이록시페닐알라닌(L-3,4-dihydroxyphenylalanine)으로 전환되는 과정을 촉매하는 효소이다.

## 같이 보기
- AMPT